# Puj község
Puj község (románul: Comuna Pui) község Hunyad megyében, Romániában. Központja Puj, beosztott falvai Bajesd, Borbátvíz, Fégyér, Füzesd, Galac, Hobica, Ohábaponor, Ponor, Rusor, Serél, Urik.

## Népessége
A 2011-es népszámlálás adatai alapján a község népessége 4122 fő volt.